# 타바나은틀렌야나

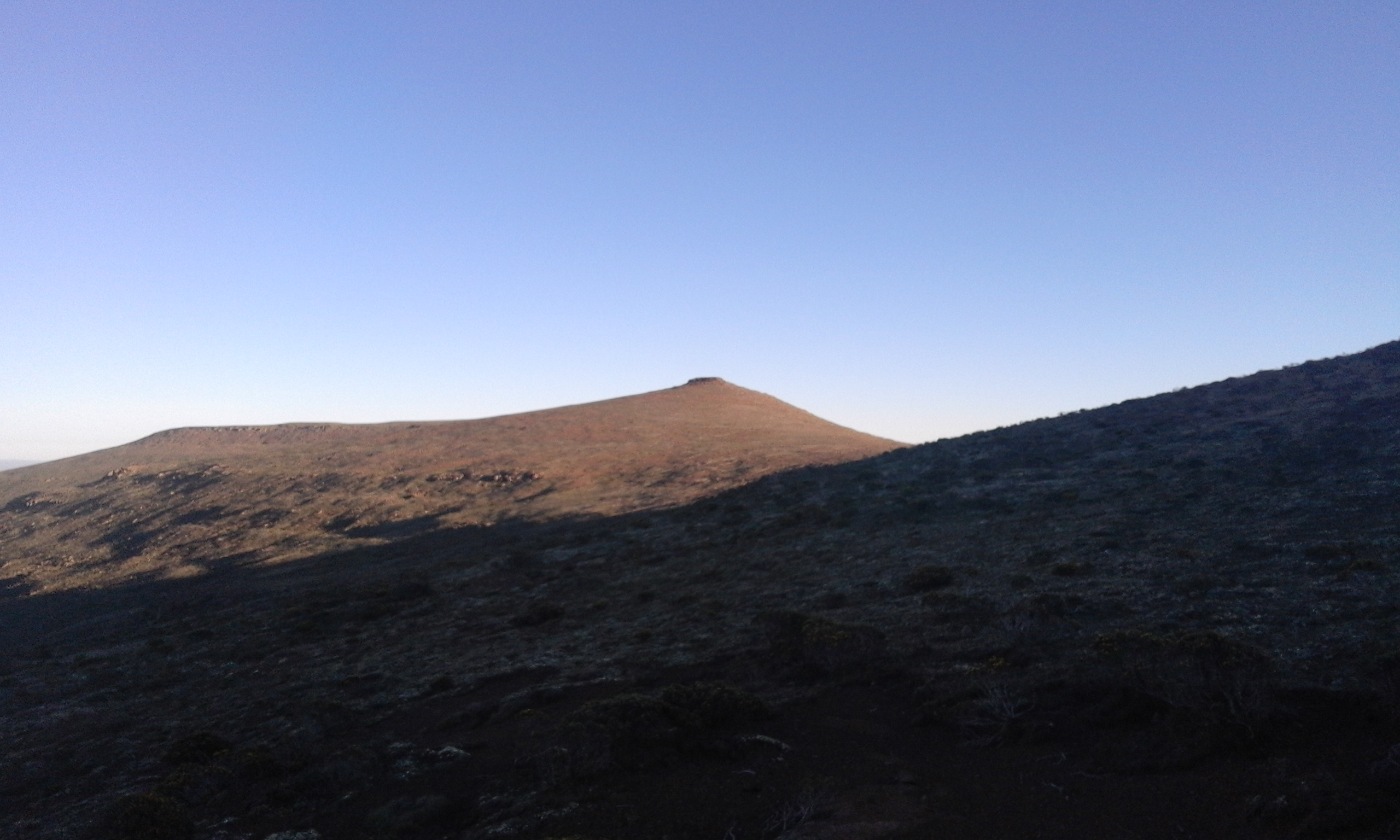

타바나은틀렌야나(Thabana Ntlenyana)는 레소토의 산으로 킬리만자로 이남에서 아프리카의 최고봉이기도 하다. 해발 약3,482M이다.
레소토의 말루티 산맥과 남아프리카 공화국의 드라켄즈버그산맥의 말루티-드라켄즈버그 공원과 접하고 있다.

## 지형
소토어(Sesotho)에서 문자 그대로 "아름다운 작은 산"을 의미하는 타바나은틀렌야나(Thabana Ntlenyana)는 레소토에서 가장 높은 지점이며 남부 아프리카에서 가장 높은 산이다. 드라켄즈버그산맥(Drakensberg)의 사니패스(Sani Pass) 와 말루티 산맥(Maluti Mountains)의 모흘레시 패스(Mohlesi pass) 산등성이 북서쪽 부근에 위치해 있다. 이것은 3,482미터(11,424피트)의 높이를 포함하는 능선 주변이다.
이 최고봉은 드라켄즈버그산맥(Drakensberg)의 대횡단(Grand Traverse)그룹에 의해 보통 등반 루트로서 오른다. 엄밀하게는 지정학적으로 말루티 산맥에 속한다.
이 피크(peak) 봉우리는 종종 사니 톱 국경사무소(Sani Top Chalet,passport office) 또는 베르겔레겐 자연보호구역(Vergelegen Nature Reserve)에서도 오를 수 있다.

## 같이 보기
- 오렌지강